# Administratör
Administratör är den person som ansvarar för eller utför det administrativa arbetet på en arbetsplats. Det kan vara exempelvis som sekreterare eller kontorist. Ordet kan även användas som en kortform för systemadministratör. Särskilt i IT-sammanhang förkortas det ofta admin.